# حمم زرقاء

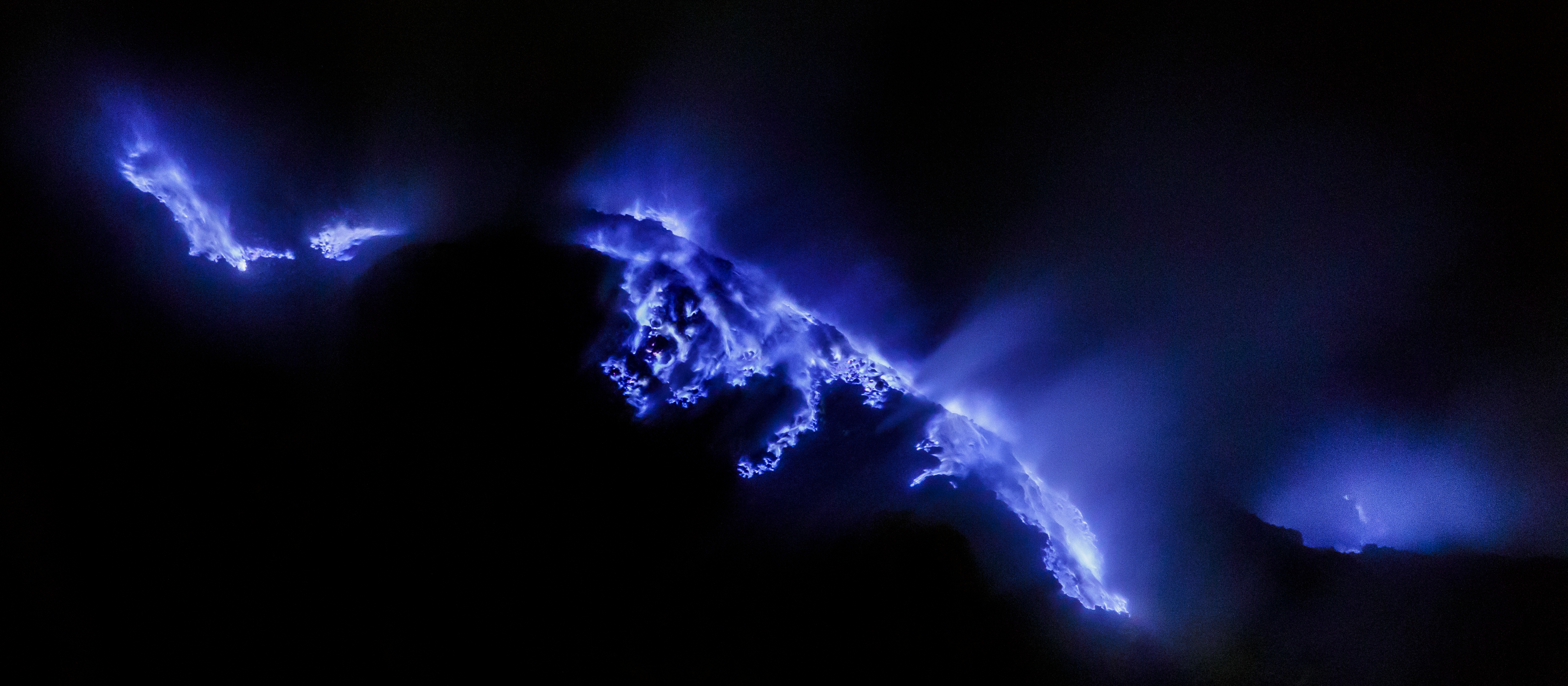
"الحمم الزرقاء" كما شوهدت ليلاً في كواه إيجين بإندونيسيا

الحمم الزرقاء (بالإنجليزية: Blue lava)، والمعروفة أيضًا باسم أبي بيرو، ويشار إليها ببساطة بالنار الزرقاء أو النار الكبريتية، وهي ظاهرة تحدث عندما يحترق الكبريت. هو لهب كهربائي أزرق ذو المظهر الخادع للحمم البركانية. على الرغم من الاسم، فإن الظاهرة هي في الواقع حريق كبريتي يشبه مظهر الحمم البركانية، وليس حممًا فعلية من ثوران بركاني. تحدث أكثر هذه الحرائق توثيقًا جيدًا في بركان كواه إيجن في إندونيسيا، حيث تحترق بانتظام.

## صفات
«الحمم الزرقاء» هي حريق أزرق كهربائي تحترق عند احتراق الكبريت. عندما يحترق الكبريت، فإنه ينتج لهبًا أزرق نيونًا. وذلك لأن احتراق الكبريت ينتج عنه ثاني أكسيد الكبريت وثالث أكسيد الكبريت. تنتج هذه الغازات لهبًا شديد السخونة عند التأكسد، مما ينتج عنه لهب أزرق، حيث تنتج درجات الحرارة الأعلى حرائق أكثر زرقة في المظهر، لأن الحرائق الأكثر سخونة تنبعث منها فوتونات أكثر نشاطًا في الأطوال الموجية الأقصر للضوء. يشبه هذا كيف تدل ألوان النجوم على درجات حرارة سطحها بسبب إشعاع الجسم الأسود، حيث تشير الألوان الحمراء إلى درجات حرارة منخفضة وتشير الألوان الزرقاء إلى درجات حرارة مرتفعة، درجات حرارة أعلى. يحترق الكبريت عندما يتلامس مع الهواء الساخن عند درجات حرارة أعلى من 360 درجة مئوية (680 درجة فهرنهايت)، مما ينتج عنه ألسنة اللهب النشطة. الحمم الفعلية لونها أحمر برتقالي، بالنظر إلى درجة حرارتها. تتطلب الحمم الزرقاء حقًا درجات حرارة لا تقل عن 6000 درجة مئوية (10830 درجة فهرنهايت)، وهي أعلى بكثير من أي حمم يمكن أن تحققها بشكل طبيعي على سطح الأرض.